# Berkhof Jonckheer
De Berkhof Jonckheer was een stadsbus van de Nederlandse fabrikant VDL Berkhof in Heerenveen. Van deze bus bestond een 12 meter-versie op een DAF SB250-chassis en een 18 meter-versie op een Volvo B7LA-chassis. De Jonckheer was uitgevoerd met een lage vloer, waardoor deze bussen uitstekend toegankelijk waren voor gehandicapten en mensen met een kinderwagen. In combinatie met de drie deuren was deze bus geschikt voor stadsvervoer. Dit model is wat betreft de 12 meter-versie opgevolgd door de Citea CLF.

## Technische gegevens
| Bedrijf | Serie                                                                     | Bouwjaren | Chassis         | Aantal zitplaatsen               | Aantal staanplaatsen |
| ------- | ------------------------------------------------------------------------- | --------- | --------------- | -------------------------------- | -------------------- |
| GVB     | 101-155, 156-230, 231-252, 253-267 (231-252 in sternetkleuren afgeleverd) | 1998/2003 | DAF SB250       | 30 (na inbouw rolstoelplaats 27) | 67                   |
| GVB     | 556-585, 445-469                                                          | 2001/2002 | Volvo B7LA      | 47 (na inbouw rolstoelplaats 45) | 87                   |
| Hermes  | 1700-1732                                                                 | 2001-2003 | DAF SB250       | 29                               | 67                   |
| Novio   | 9901-9910 (voorheen 901-910)                                              | 1998      | DAF SB250 LC550 | 33                               | 51                   |

## Voormalige inzet

### GVB
In de periode 1998-2003 kwamen 167 12 meter-bussen van het type Jonckheer in dienst. De bussen kregen de nummers 101-267. De 101-155 zijn afgeleverd in 1998/1999, de 156-230 in 1999/2000, de 231-252 in 2001/2002 en de 253-267 in 2002/2003. In 2015 waren behalve de 253, 258, 259, 262 en 267 alle wagens buiten dienst gesteld. De overgebleven bussen werden tot mei 2018 nog ingezet op buslijn 231 en als lesbus.
Naast 12 meter-bussen kwamen er ook nog 55 18 meter-bussen van dit type. Ze werden echter gebouwd op Volvo-onderstellen met de motor in de aanhanger. In 2001 werden de 556-585 afgeleverd en in 2002 de 445-469.

### Hermes
In 2001 en 2003 nam Hermes Jonckheer-bussen in dienst voor de stadsdienst van Eindhoven. De bussen hebben de nummers 1700-1732 en waren in de rood/witte Hermes stadsbushuisstijl gestoken. Deze bussen beschikten allemaal over een dynamisch reisinformatiesysteem voor de passagiers. Na de komst van het nieuwe materieel eind 2008 zijn ze overgegaan naar Novio.

### Novio
In 1998 kwamen de bussen 901-910 bij Novio in Nijmegen in dienst. Met de GVB 145 (en later ook de 585 en 445) werd in Nijmegen proef gereden. In december 2006 werd Novio overgenomen door Connexxion. Vanaf december 2007 waren deze bussen klaargemaakt voor de OV-chipkaart. Alle wagens hadden apparatuur voor de OV-chipkaart, het Infoxx-informatiesysteem van Connexxion en dynamische reisinformatie voor de passagiers gekregen. Om in het Connexxion-wagenpark te kunnen worden opgenomen werden alle bussen vernummerd in 9901-9910.
De Eindhovense 1700-1732 kwamen eind 2008 na de komst van het nieuwe materieel aldaar naar Nijmegen zodat men daar toen 43 Jonckheers voor de dienst beschikbaar had. Na een jaar werden ze door de komst van nieuw materieel alweer overbodig en werden buiten dienst gesteld.

### Veolia
De 1711 is enkele maanden aan Veolia verhuurd voor de stadsdienst in Apeldoorn.

### HTM
De HTM beschikte voor tramvervangend vervoer over 19 Jonckheren via Womy verkregen (HTM 401-412, 414-420). Het ging hierbij om 4x ex Hermes 1729-1732, 3x ex-GVB 100 en 12x ex-GVB Sternet.

## Museumbus
Op 15 augustus 2015 werd GVB-Jonckheer 156 aan donateurs van de Stichting Behoud en Restauratie van Amsterdamse Museumbussen (BRAM) gepresenteerd, waarna een rondrit vanuit Station Haarlemmermeer naar de voormalige inzetgebieden Bijlmermeer en Amsterdam Noord werd gereden. In 2020 werd de bus overgedragen aan Openbaar Vervoer Collectie Nederland.

## Foto's

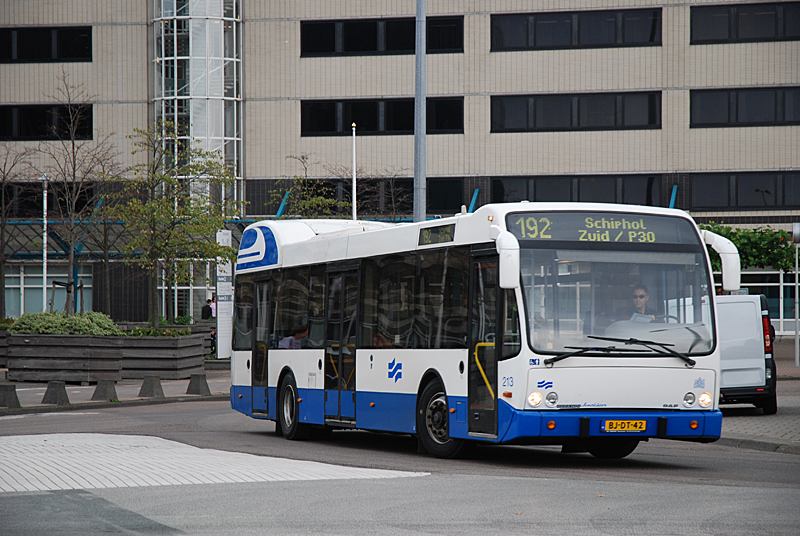
GVB bus 213 als lijn 192 op 21 augustus 2007 te Amsterdam Sloterdijk station.
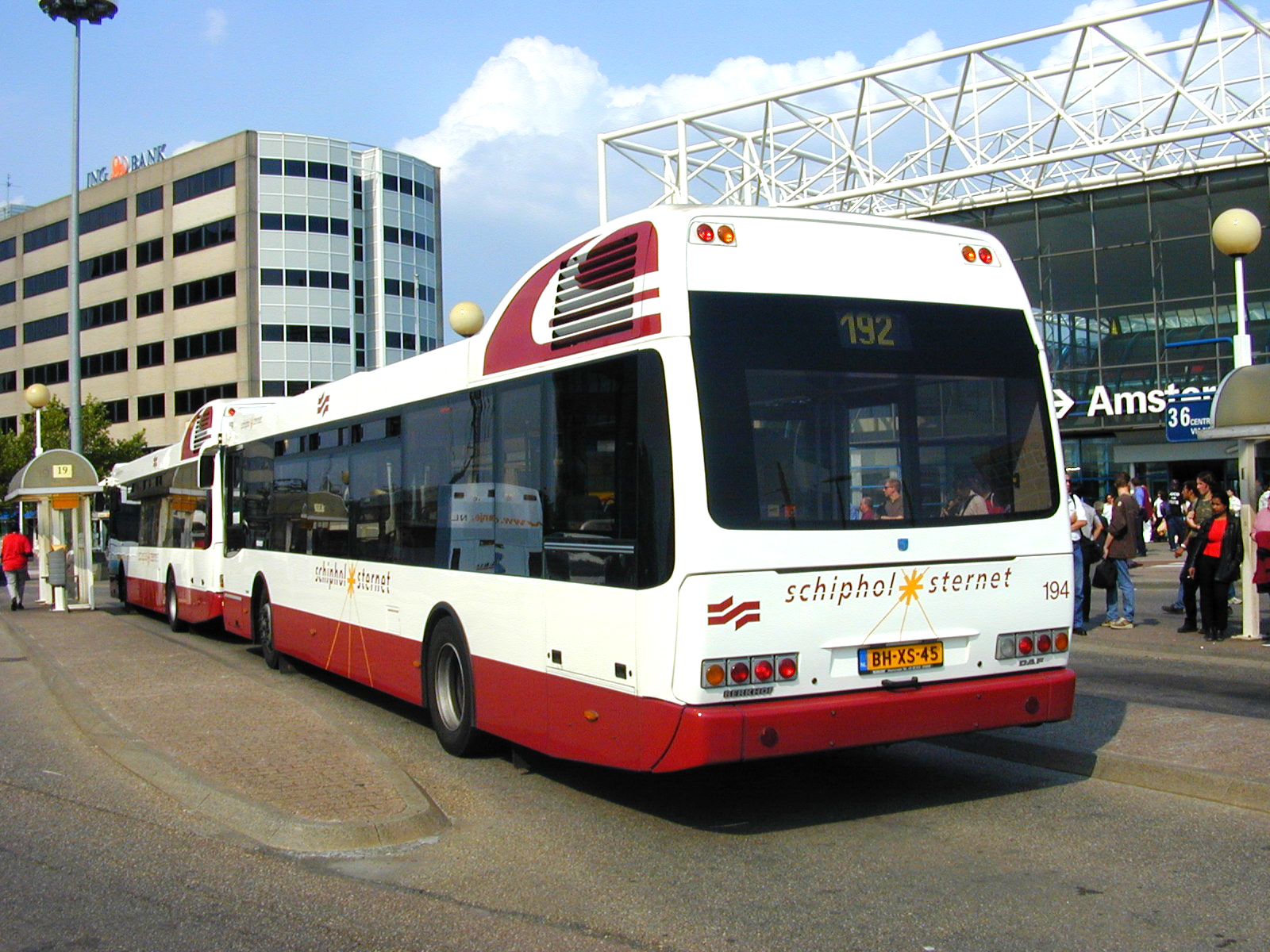
GVB bus 194 als lijn 192 op 9 juni 2000 te Amsterdam Sloterdijk station.
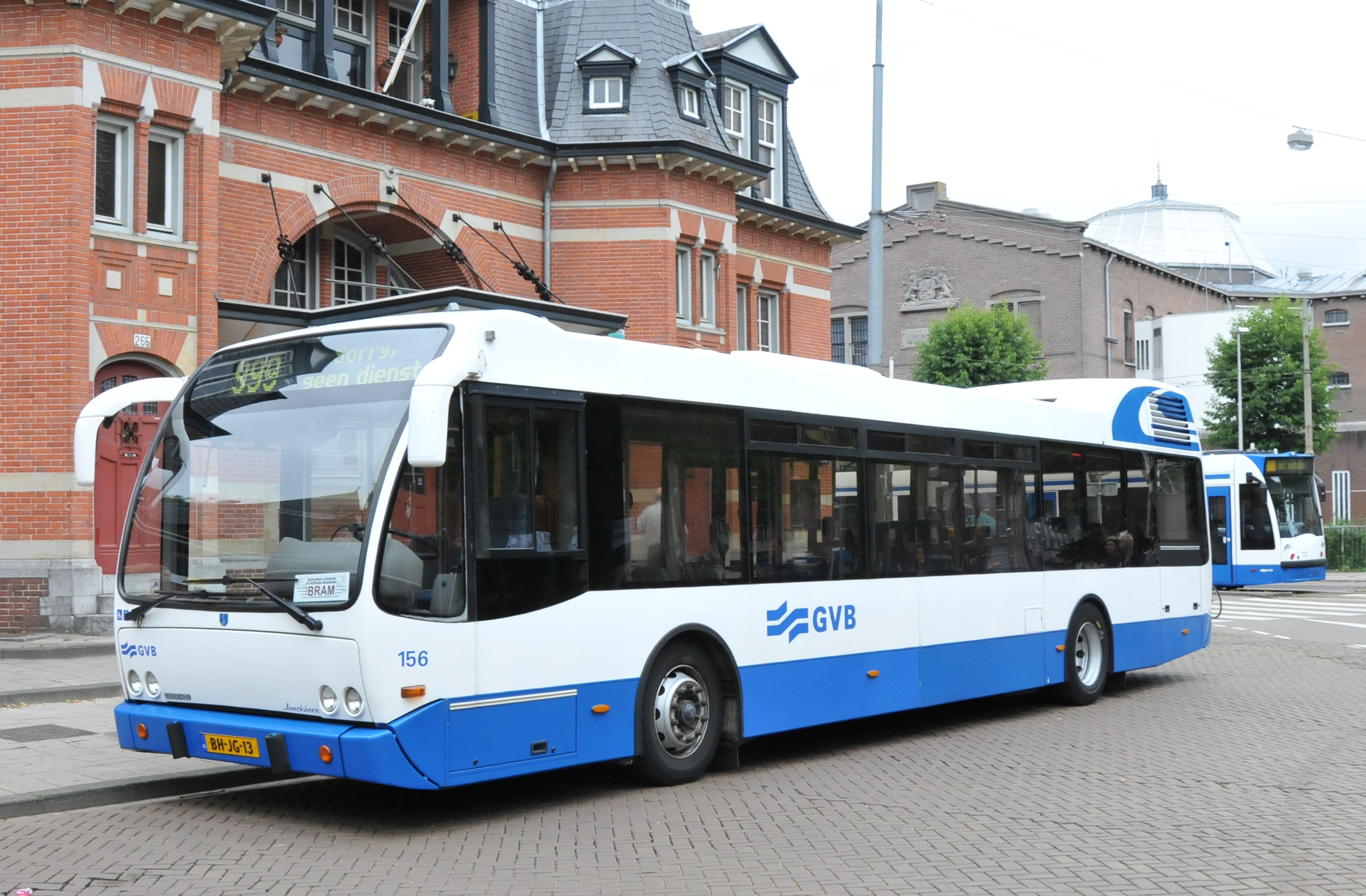
Museum-bus 156 werd op 15 augustus 2015 bij de Stichting BRAM voorgesteld aan de leden. In 2020 werd de bus overgedragen aan OVCN.

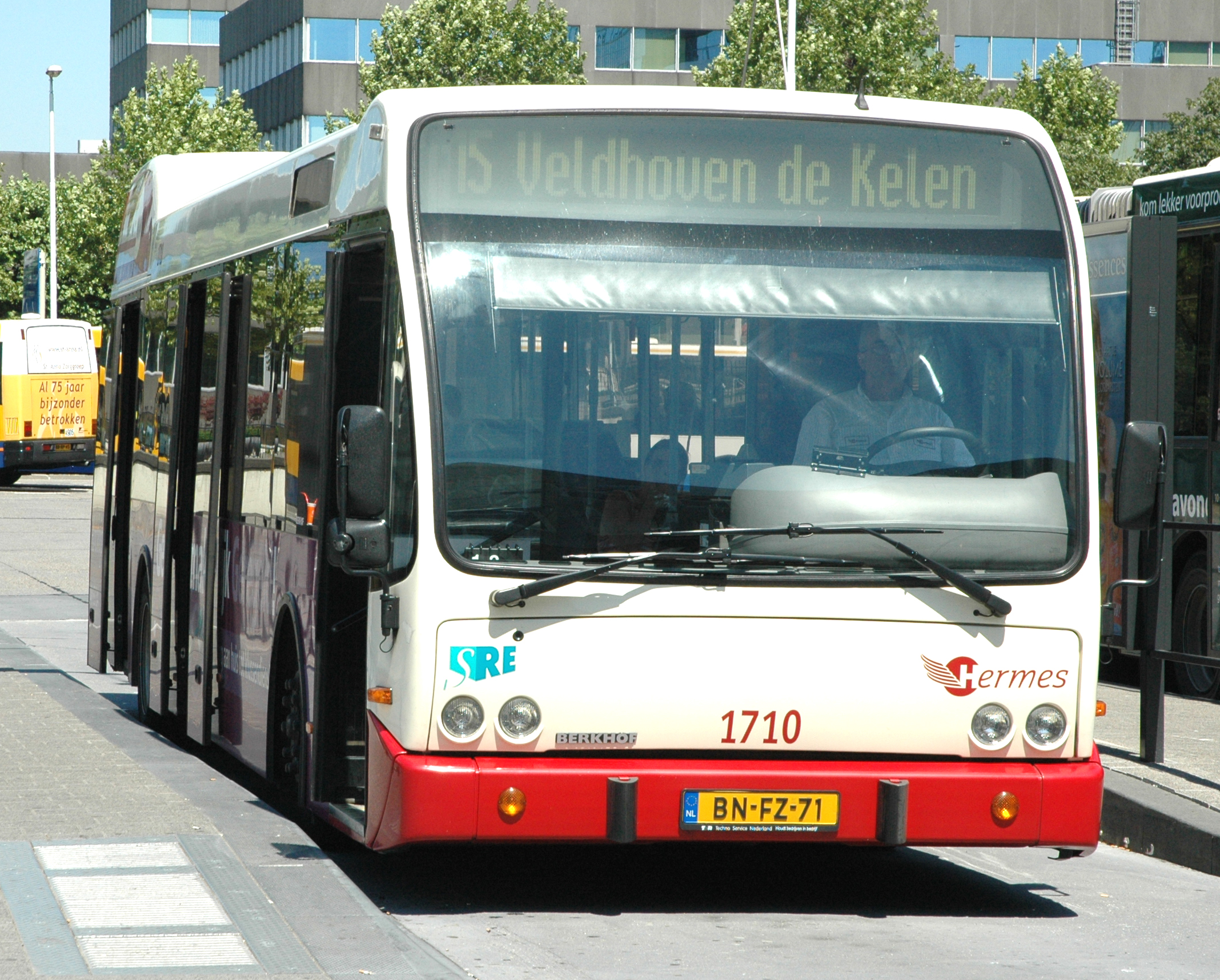
Hermes bus 1710 op 19 juli 2006 te Eindhoven.
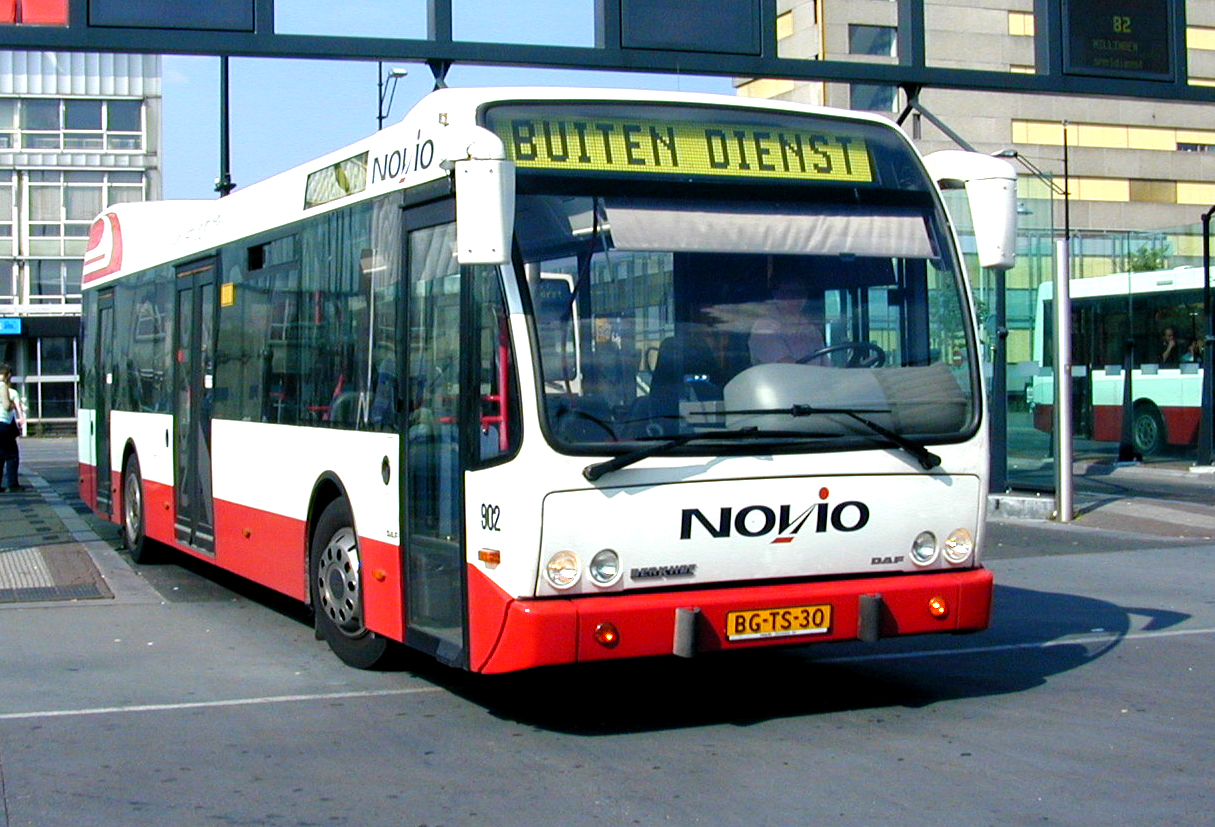
Novio bus 902 op 16 mei 2000 te Nijmegen.

## Trivia
- De benaming Jonckheer wordt vaak verward met de naam van de Belgische fabrikant Jonckheere met als gevolg er vaak wordt gespeculeerd dat dit type model mede geproduceerd is door de Belgische fabrikant. Dit is echter niet het geval sinds de fabrikantnaam Jonckheere nog een extra e in de spelling heeft en de benaming Jonckheer niet; het is simpelweg een vernoeming naar de toenmalige GVB-directeur Jonckheer André L.F.M. Testa (1942).[1]